# Spießhorn
Das Spießhorn ist ein 1350,8 m ü. NHN hoher Berg im Südschwarzwald, wenig östlich vom Herzogenhorn. Der Gipfel befindet sich auf der Grenze zwischen St. Blasien-Menzenschwand und Bernau im Schwarzwald. Das Spießhorn ist weitgehend bewaldet. Auf dem Gipfel steht ein Aussichtspavillon. In südwestlicher Richtung befindet sich ein Nebengipfel namens Kleines Spießhorn.